# خوسيه ميدينا
خوسيه ميدينا (بالإسبانية: José Medina)‏ هو سباح مكسيكي، ولد في 13 فبراير 1965 في توريون في المكسيك.

## روابط خارجية
- خوسيه ميدينا على موقع أوليمبيديا (الإنجليزية)